# Jacob Hansen (Politiker)
Jacob Hansen (* 21. Januar 1799 in Windbergen; † 8. September 1880 in Meldorf) war ein deutscher evangelisch-lutherischer Theologe und Politiker.

## Leben
Als Sohn eines Landmanns geboren, ging Hansen nach Abschluss des Gymnasiums zum Studium der Theologie nach Kiel. Während seines Studiums wurde er 1820 Mitglied des Corps Holsatia Kiel und 1821 der Alten Kieler Burschenschaft.
1824 war er als Kandidat in Glückstadt tätig. 1825 wurde Hansen Pfarrer in St. Michaelisdonn und 1831 am Meldorfer Dom. Nachdem er 1848 konstituierender Propst von Süderdithmarschen geworden war, wurde er 1854 fest angestellt.
In den Jahren 1849 bis 1853 war er Mitglied der Schleswig-Holsteinischen Ständeversammlung.